# Victor Vicas
 (avril 2018).
Si vous disposez d'ouvrages ou d'articles de référence ou si vous connaissez des sites web de qualité traitant du thème abordé ici, merci de compléter l'article en donnant les références utiles à sa vérifiabilité et en les liant à la section « Notes et références ».
Victor Vicas, de son vrai nom Victor Katz, né le 25 mars 1918 à Moscou et mort le 9 décembre 1985 à Antony, est un réalisateur français d'origine hongroise.

## Biographie
Victor Vicas a tourné notamment en Allemagne, aux États-Unis, en Grande-Bretagne et en Suisse.
Il est inhumé au cimetière parisien de Bagneux (division 48).

## Filmographie

### Cinéma
- 1947 : Trois Bateaux par jour (Italy Rebuilds)
- 1947 : Une question d'heure
- 1948 : La Lutte éternelle
- 1948 : La Petite République (The Children´s Republic, sur la Maison d'enfants de Sèvres)
- 1949 : Quarante-huit Heures par jour (48 hours a day)
- 1950 : Un projet d'avenir
- 1950 : Le Lien invisible
- 1950 : Jérusalem ma ville
- 1950 : Jour d'indépendance (Jom Hazmaut)
- 1950 : Jour est arrivé
- 1951 : Working together
- 1951 : Interpol
- 1952 : Jour de peine, moyen métrage
- 1953 : Le Chemin sans retour (Weg ohne Umkehr)
- 1954 : Double Destin (Das zweite Leben)
- 1955 : Dans tes bras (Herr über Leben und Tod)
- 1956 : Je reviendrai à Kandara
- 1957 : Les Naufragés de l'autocar (The Wayward Bus)
- 1957 : Cinq Secondes à vivre (Count Five and Die)
- 1959 : S.O.S. pilote des glaciers (de) (SOS Gletscherpilot)
- 1959 : Épouse coupable (Jons und Erdme)
- 1961 : Zwei unter Millionen
- 1963 : Jack et Jenny (de) (Jack und Jenny)

### Télévision
- 1971 : Aux frontières du possible (série télé)
- 1974 : Les Brigades du Tigre, 4 saisons (série télé)
- 1976 : L'Homme d'Amsterdam (série télé)
- 1978 : Les Grandes Conjurations : L'Attentat de la rue Nicaise (téléfilm)
- 1979 : L'Étrange Monsieur Duvallier (série télé)
- 1981 : Le Calvaire d'un jeune homme impeccable (téléfilm)
- 1981 : Salut champion (série télé) — Épisode 1 Seule contre tous
- 1981 : Samantha (téléfilm)
- 1982 : Les Nouvelles Brigades du Tigre, 2 saisons (série télé)

## Publications
- Alain Franck et Victor Vicas, L'Homme au cerveau greffé, roman, Robert Laffont, 1969
- Victor Vicas et Victor Haïm, L'Inconnu de la Mer morte, roman, Robert Laffont, 1969
- Sandrine Szwarc, La Culture juive a-t-elle un avenir en France ?, Études du CRIF, n°41, juin 2016